# Parafia Podwyższenia Krzyża Świętego w Ufie
Parafia Podwyższenia Krzyża Świętego w Ufie – rzymskokatolicka parafia znajdująca się w Ufie, w diecezji św. Klemensa w Saratowie w dekanacie baszkirsko-orenbursko-tatarstańskim.

## Historia
Brak danych o roku powstania parafii, istniała ona jednak przed rewolucją październikową. Parafianami byli przeważnie Polacy. W czasach komunistycznych wierni poddawani byli represjom. 17 czerwca 1937 w Ufie razem z członkami rady parafialnej aresztowano ks. Franciszka Budrysa, posługującego w Ufie i w innych pozbawionych kapłana parafiach. Ks. Budrysa oskarżono, że na zlecenie francuskiego agenta, biskupa Neveu, zajmował się szpiegostwem na rzecz francuskiego wywiadu i Watykanu oraz organizował działalność powstańczą przeciwko władzy radzieckiej pod pozorem pracy duszpasterskiej, wykorzystując fanatyzm religijny parafian oraz o bycie rezydentem szpiegowskiej siatki Polskiej Organizacji Wojskowej. Po torturach, 11 listopada 1937 ks. Budrys został skazany na śmierć przez rozstrzelanie. Wyrok wykonano 16 grudnia w ufijskim więzieniu. Wraz z kapłanem w tzw. sprawie Budrysa zamordowano 189 jego parafian z różnych miast. Po śmierci Stalina, 14 stycznia 1958, Trybunału Wojskowego Południowo-Uralskiego Okręgu Wojskowego uznał ks. Budrysa za niewinnego zarzucanych mu wcześniej czynów. Obecnie trwa proces beatyfikacyjny ks. Budrysa.
Parafia odrodziła się po upadku Związku Sowieckiego. Kościół nie został zwrócony.